# Козаки у Тридцятирічній війні

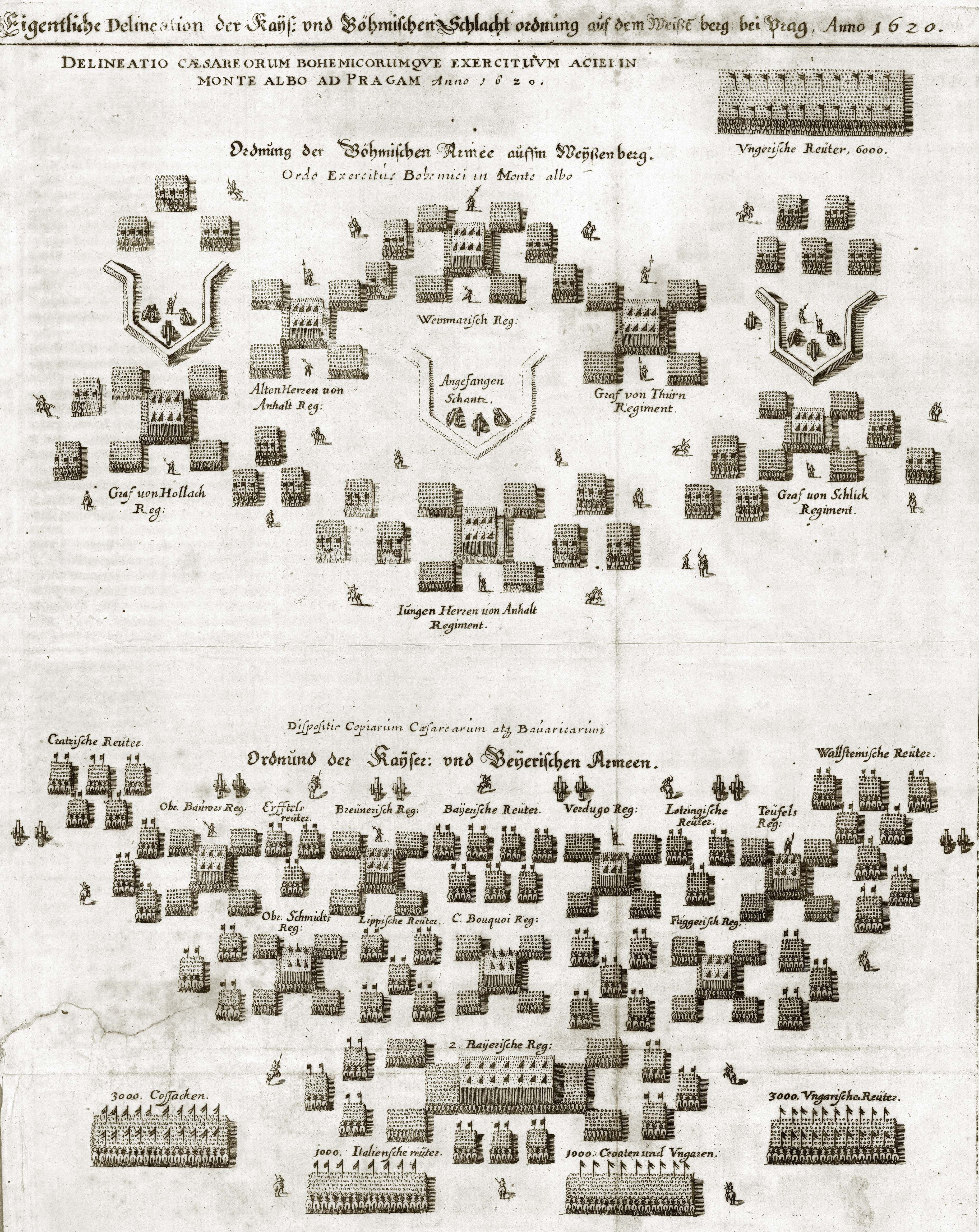
План розташування військ перед битвою під Білою Горою 1620 р. Згори протестантське військо, знизу католицьке. У лівому нижньому кутку плану зображена кінна частина війська католиків, позначена як «3000 козаків»

Козаки́ в Тридцятирі́чній війні́ — козаки Речі Посполитої (козаки-запорожці і козаки-лісовчики) як найманці брали активну участь у Тридцятирічній війні 1618–1648 та війнах, що були пов'язані з нею.

## Чесько-пфальцький період 1618-1622 роки

Бойові дії в Священній Римській Імперії під час 30-літньої війни

У 1619 році імператор Фердинанд II Габсбург попросив у Речі Посполитої військової допомоги.
Польський король Сигізмунд III Ваза направив козаків-лісовчиків як кондотьєрів (найманців), що мали великий досвід кінних бойових дій з часу Смути в Московії, на допомогу австрійському цісареві проти угорців, які, підтримані трансільванським князем Бетленом Габором, намагались звільнитися від влади Габсбургів. Об'єднавшись з чеським військом, Бетлен в кінці листопада 1619 року розпочав облогу Відня.
В жовтні того ж року, 10 тисяч польського козацького найманого війська на чолі з Адамом Липським і Валентином Роґавськимпід загальним проводом угорського католицького маґната Д'єрдя Хомоннаї, якого підтримав польський король Сигізмунд III, перейшло Карпати й вступило на терени Угорщини. 23 листопада 1619 лісовчики поблизу Гуменного біля с. Стропки на річці Ондава розгромили трансильванців під командуванням князя Юрія Ракоці. Незабаром козаки-лісовчики взяли в облогу міста Кошиці й Пряшів. Через відмову австрійців виплатити належні гроші, вони у середині грудня 1619 року повернулися до Польщі.
Український діаспорний історик О.Баран стверджує, що перша кампанія козаків в Угорщині відіграла значну роль в піднесенні національно-визвольної боротьби закарпатських українців.
3 лютого 1620 року з Польщі до Моравії на допомогу католикам вирушив загін з 3 тисяч лісовчиків під командуванням нового полковника Яроша Клечковського. Загін пройшов через всю Моравію, оминув заслони загонів протестантів і вже 8 лютого 1620 року дійшов до Відня і з'єднався із цісарським військом. Старшину лісовчиків (Яроша Клечковського, Станіслава Русиновського, Єнджея Каліновського, полкового суддю Єжи Хелмського та кількох ротмістрів) було запрошено на аудієнцію до цісаря Фердинанда.
Скоро по прибутті до Відня на загін лісовчиків напав 6-тисячний моравський загін. Супротивника було відбито, але лісовчики втратили кількадесят вбитих. У подальших боях із чехами лісовчики понесли нові втрати, у тому числі було вбито полковника Клечковського (на його місце козаки обрали Станіслава Русиновського гербу Ґодзємба). Незважаючи на невдачі, козаки воювали героїчно — один невідомий лісовчик врятував життя цісарському головнокомандуючому Дамп'єру, віддавши йому свого коня, коли було вбито коня генерала.
Під час осіннього наступу цісарської армії на Прагу лісовчики наступали в авангарді війська, забезпечували розвідку та переслідували відступаючого супротивника. нерідко козаки діяли надзвичайно жорстоко — по здобутті Прохачиць вони витяли до ноги не лише залогу, але й усе населення містечка.
8 листопада 1620 року 3 тисячі лісовчиків взяли участь на боці імператора в битві біля Білої Гори, де здобули 38 угорських прапорів, 5 прапорів чеської піхоти і 9 рейтарських знамен. Вони затримали контратаку протестантської кавалерії на лівому крилі, і по тому атакували піхоту другої лінії протестантів, додавши значного вкладу в перемогу цісарського війська.
У 1622 році лісовчики беруть участь у поході цісарського війська на Рейн, проти курфюрста Пфальцу Фрідріха V (що перед тим недовго побув на чеському престолі). Їхнім командувачем був князь Зиґмунт Кароль Радзівілл.

## Данський період 1623-1629 роки
У 1623-26 рр. лісовчики на цісарській службі беруть участь у операціях в Моравії, Ломбардії і над Рейн.

## Польсько-шведська війна 1626-1629 роки
У 1626-29 роках лісовчики беруть участь у війні зі шведами на теренах Східної Прусії. Керував ними спочатку Єнджей Каліновський, і їхні сили складалися всього з двох хоругов, правда, незвичайно великих чисельно: хоругви Міколая Моцарського (400 коней) і Владислава Сьлешинського (300 коней). Воєнні дії не були надто вдалими, лісовчики навіть відправили у відставку полковника Каліновського і вибрали його наступником Моцарського. Воєнні дії показали, що військо Річі Посполитої починає поступатися передовим зразкам західноєвропейської воєнної думки, і війна завершилася у 1629 році перемир'ям на невигідних для Річі Посполитої умовах.

## Шведський період 1630-1635 роки
1631 року 2000 козаків у складі військ Валленштайна, брали участь у бойових діях у Сілезії проти військ саксонського курфюрста Іоганна-Георга — союзника шведів. Невдалу спробу залучити на свій бік запорожців здійснив Густав II Адольф.
1633–1634 роках загони козаків воювали проти французів у Люксембурзі. Паризька «Газета» (Gazette) 12 липня 1634 року писала про чотиритисячний відділ кінних українських козаків під проводом якогось Тараського, який під прапором австрійського цісаря воював у Люксембурзі проти французького генерала де Суассона.

## Смоленська війна 1632-1634 роки
На початку 30-х років до Тридцятилітньої війни (у широкому сенсі) вступило Московське царство. Прагнучи послабити Річ Посполиту, вона стала надавати значну економічну і політичну допомогу Швеції — ворогові Речі Посполитої, і розпочала з останньою війну, яка, однак, завершилась невигідним для Московії Поляновським миром 1634 року. Запорізькі козаки взяли участь у цій війні як на головному (Смоленському) напрямку, так і на інших театрах бойових дій.

## Збройна демонстрація Речі Посполитої проти Швеції 1635 року
У 1634 році Польща почала готуватися до війни зі Швецією, оскільки закінчувався строк перемир'я, укладеного із Швецією у 1629 році. Однією з умов перемир'я була окупація шведами головних портів у Прусії, що давало Швеції можливість контролювати польський експорт збіжжя до Європи.
Король Польщі Владислав IV збудував флот з 10 кораблів і однієї галери. Та цих сил не вистачало, тому вирішено було скористатися Запорозьким реєстровим військом, для якого в Кролевці (Кенігсберзі) виготовили чайки на 1500 козаків.
За словами великого канцлера литовського Альбрехта Радзівілла «найняті були на цю війну 1500 запорожців під проводом хороброго команданта Волка (Wołk), який через Литву під Юрборк (Jurbork) провів козаків чемно, без грабунків, бо козаки вдовольнялися тим, що їм давали добровільно». На Німані, біля Юрборка, їх чекали чайки, збудовані на королівський кошт. Сутички козаків із шведами почалися у Вислицькій затоці. Несподівано з'явившись під Пілавою, козацькі чайки швидко наближалися до ворожих кораблів. Шведи, за словами Радзівілла, з подивом дивилися на маленькі суденця, які так сміливо йшли на них. Подив, однак, змінився на страх, коли козаки вправним манером захопили ворожий корабель. Проте Польща під тиском французького правителя кардинала Рішельє, який не хотів послаблення Швеції, змушена була піти на укладення Штумсдорфського миру (1635 рік). У таких умовах потреба в козацькому війську минула, і йому було наказано повернутися в Україну.

## Франко-шведський період 1635-1648 роки
У лютому 1636 року 2000 кавалерійський загін козаків у складі корпусу хорватського генерала Ізолані здійснив напад на Шампань. Умови контракту австрійський уряд повною мірою не виконував, тому восени 1636 року більшість козаків залишає театр бойових дій.
Уряд Франції в 1630-1640-х роках здійснив декілька спроб залучити на свою сторону найманців з Речі Посполитої. В українській історіографії досі живе легенда про участь козаків найманців на чолі з Іваном Сірком або Богданом Хмельницьким в облозі Дюнкерка в 1645 році. Проте, сьогодні вже доведено, що жоден з них не брав участі в цих подіях. Однозначно можна лише стверджувати, що не виключена можливість того, що українські козаки брали участь в бойових діях у фламандській кампанії.
Того ж року, коли завершилася Тридцятилітня війна і було підписано Вестфальський мир, розпочалась Хмельниччина. Досвід набутий запорожцями під час війни в Європі безсумнівно знадобився їм у боротьбі з військами Речі Посполитої.